# Marco Polo (film)
Pour les articles homonymes, voir Marco Polo (homonymie).
Pour plus de détails, voir Fiche technique et Distribution.
Marco Polo (L'avventura di un italiano in Cina) est un film italien dirigé par Piero Pierotti et Hugo Fregonese,. sorti en 1962.

## Synopsis
Un film historique sur Marco Polo.

## Fiche technique
- Titre : Marco Polo
- Titre alternatif : L'avventura di un italiano in Cina
- Réalisation : Piero Pierotti et Hugo Fregonese
- Acteur vedette : Rory Calhoun
- Musique : Les Baxter et Angelo Francesco Lavagnino
- Photographie : Riccardo Pallottini
- Distribution : American International Pictures (US)
- Genre : film d'aventure
- Durée : 95 minutes
- Sortie : 1962
- Pays : Italie - France

## Distribution
- Rory Calhoun (VF : Jean-Claude Michel) : Marco Polo
- Yōko Tani (VF : Sophie Leclair) : Princesse Amurroy
- Camillo Pilotto (VF : Raymond Rognoni) : Grand Khan
- Pierre Cressoy (VF : Georges Aminel) : Cuday
- Michael Chow : Ciu-Lin
- Tiny Yong (VF : Dominique Page) : Tai-Au (crédité comme Thien-Huong)
- Robert Hundar (VF : René Arrieu) : Mon-Ka, le premier ministre
- Spartaco Nale (VF : Claude Bertrand) : le commandant de la prison
- Franco Ressel